# 一角形
一角形 (いちかくけい、いっかっけい、henagon, monogon ) は多角形の一つで、1本の辺と1個の頂点を持つ図形である。シュレーフリ記号では{1}と表される。
一角形は1つの辺と1つの内角しかもたないため、定義より全ての一角形は正一角形になる。
ユークリッド幾何学では、辺の長さが無限大に発散してしまうため、存在しえないと考えられるが、球面幾何学では、辺を大圏コース上に設定することで、有限の一角形を描くことができる。
2つの一角形は球面上で二面角を構成するが、これはシュレーフリ記号では{1,2}と表される。